# Sir John Soane's Museum, London
|  | Denne artikel er oprettet af botten PalnaBot ud fra en ekstern database. Den kan derfor have sproglige fejl eller mangler. Denne skabelon kan fjernes efter kontrol af indholdet. |

Sir John Soane's Museum, London er en dokumentarfilm fra 1993 instrueret af Lone Scherfig, Carsten Thau efter manuskript af Carsten Thau.

## Handling
Sir John Soane's House and Museum, London. John Soane var arkitekt omkring 1800 og især kendt for Bank of England. Hans mest fantastiske frembringelse er imidlertid huset på Lincoln's Inn Fields. Et labyrintisk kabinet af spejle, malerier, buster og arkitekturelementer. En tæt, fragmenteret og desorienteret verden, hvor interiøret omdannes til en malerisk ruin. Samlerens egen rebus, en arkæologisk tidsmaskine.